# Bathygobius petrophilus
Bathygobius petrophilus är en fiskart som först beskrevs av Bleeker, 1853.  Bathygobius petrophilus ingår i släktet Bathygobius och familjen smörbultsfiskar. Inga underarter finns listade.